# Кампо Филипинас (Гвасаве)
Кампо Филипинас (шп. Campo Filipinas) насеље је у Мексику у савезној држави Синалоа у општини Гвасаве. Насеље се налази на надморској висини од 12 м.

## Становништво
Према подацима из 2010. године у насељу је живело 8 становника.

### Хронологија
| Година       | 2000            | 2005        | 2010 |
| ------------ | --------------- | ----------- | ---- |
| Становништво | 447 (254 / 193) | 20 (8 / 12) | 8    |

### Попис
| # | Индикатор                     | Вредност |
| - | ----------------------------- | -------- |
| 1 | Укупно домаћинстава           | 357      |
| 2 | Укупно насељених домаћинстава | 2        |
| 3 | Величина локације             | 1        |